# 法國電影園
法國電影園（法語：Cinémathèque Française）是一所由法國政府出資的私立文化設施，成立於1936年。法國電影園的目地是保存、修復和傳播法國的電影遺產。現在法國電影園擁有超過4萬部電影作品和電影有關的資料物品。

## 外部連結
- Official site （页面存档备份，存于）
- The restaurant site （页面存档备份，存于）
- CineSceneSF Blog - The Pied Piper of the Cinematheque （页面存档备份，存于）

48°50′13″N 2°22′57″E / 48.83694°N 2.38250°E